# Friedhof (Neudenau)

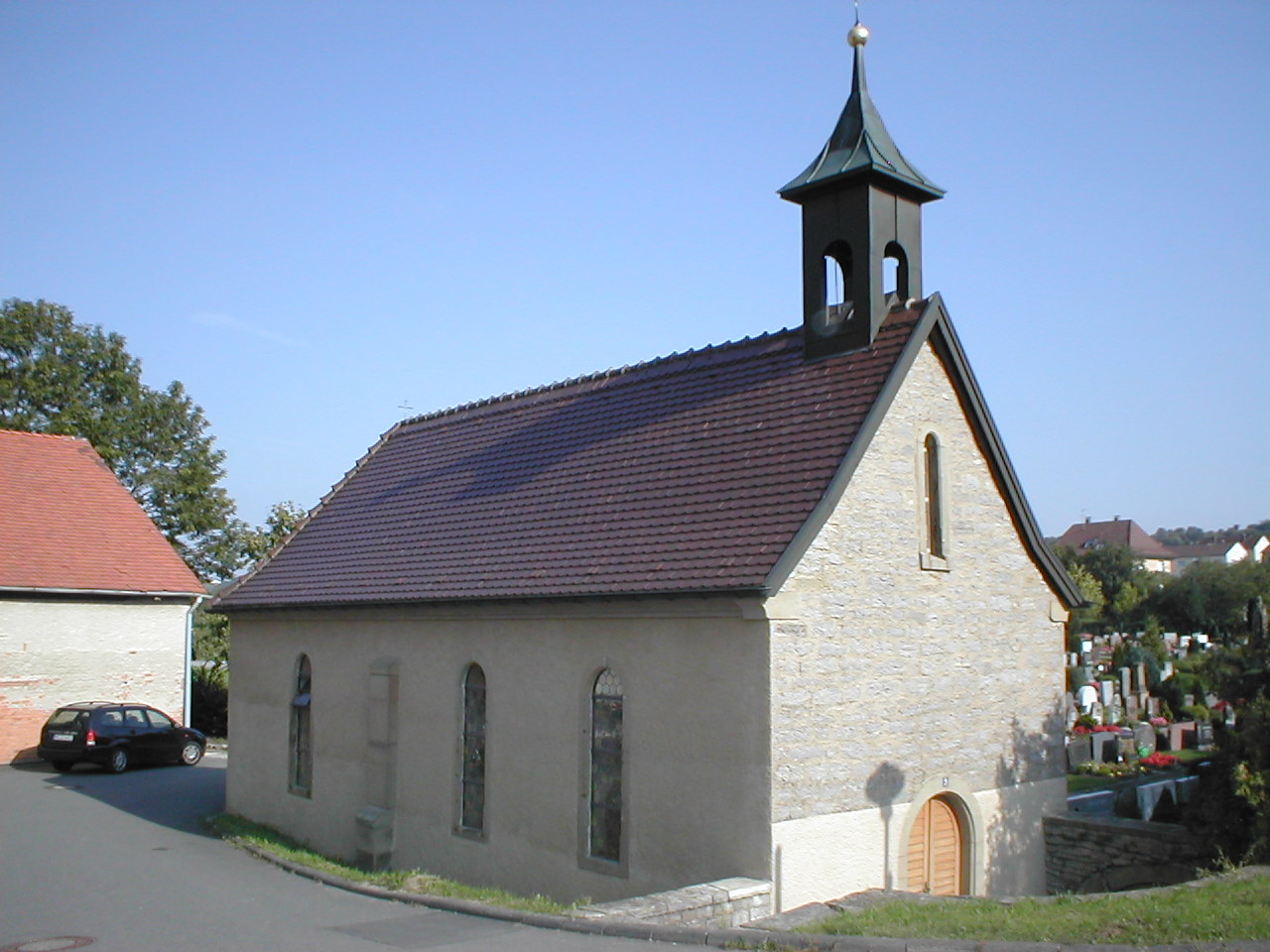
Die Wolfgangskapelle beim Friedhof von Neudenau

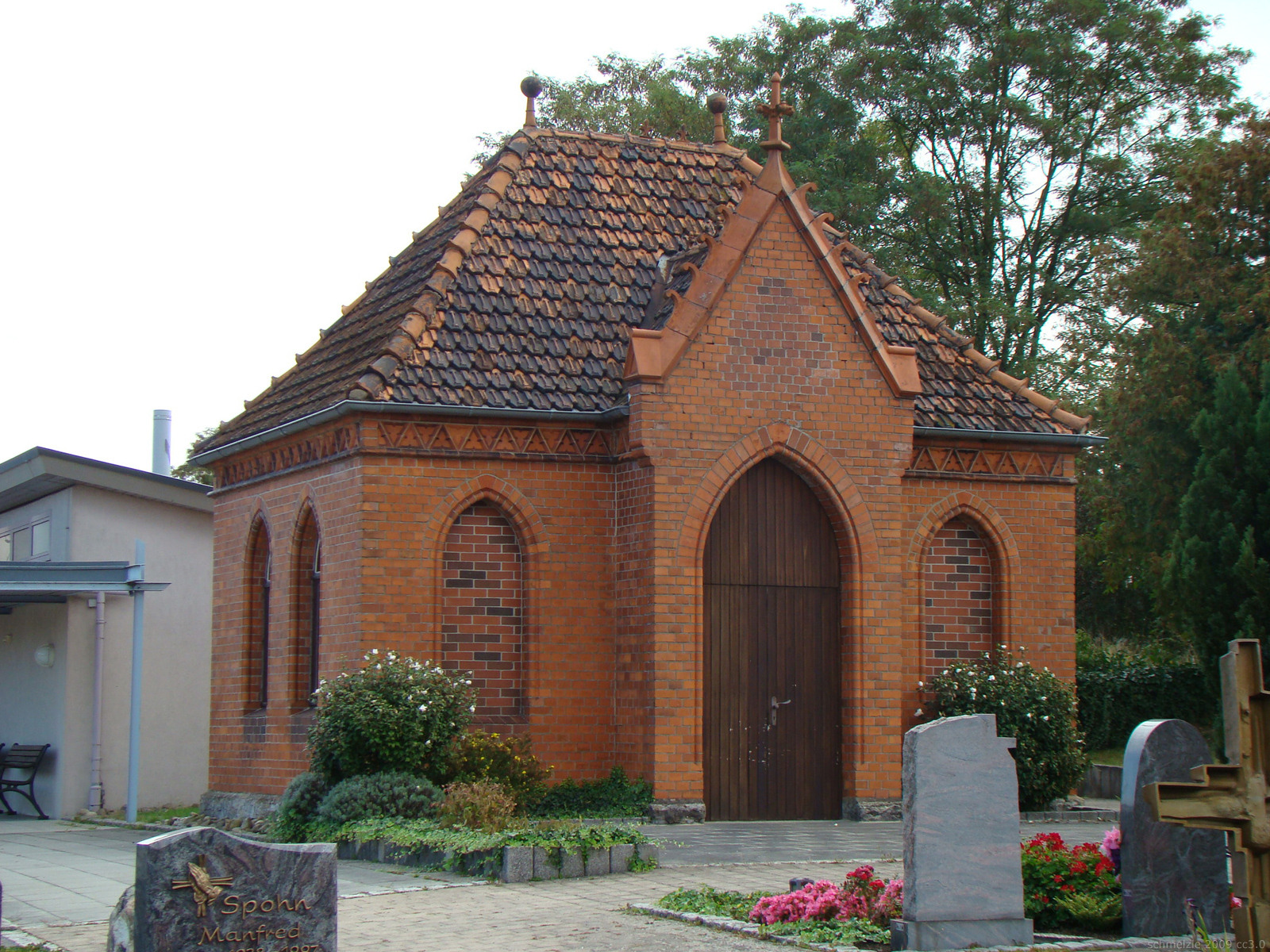
Alte Leichenhalle

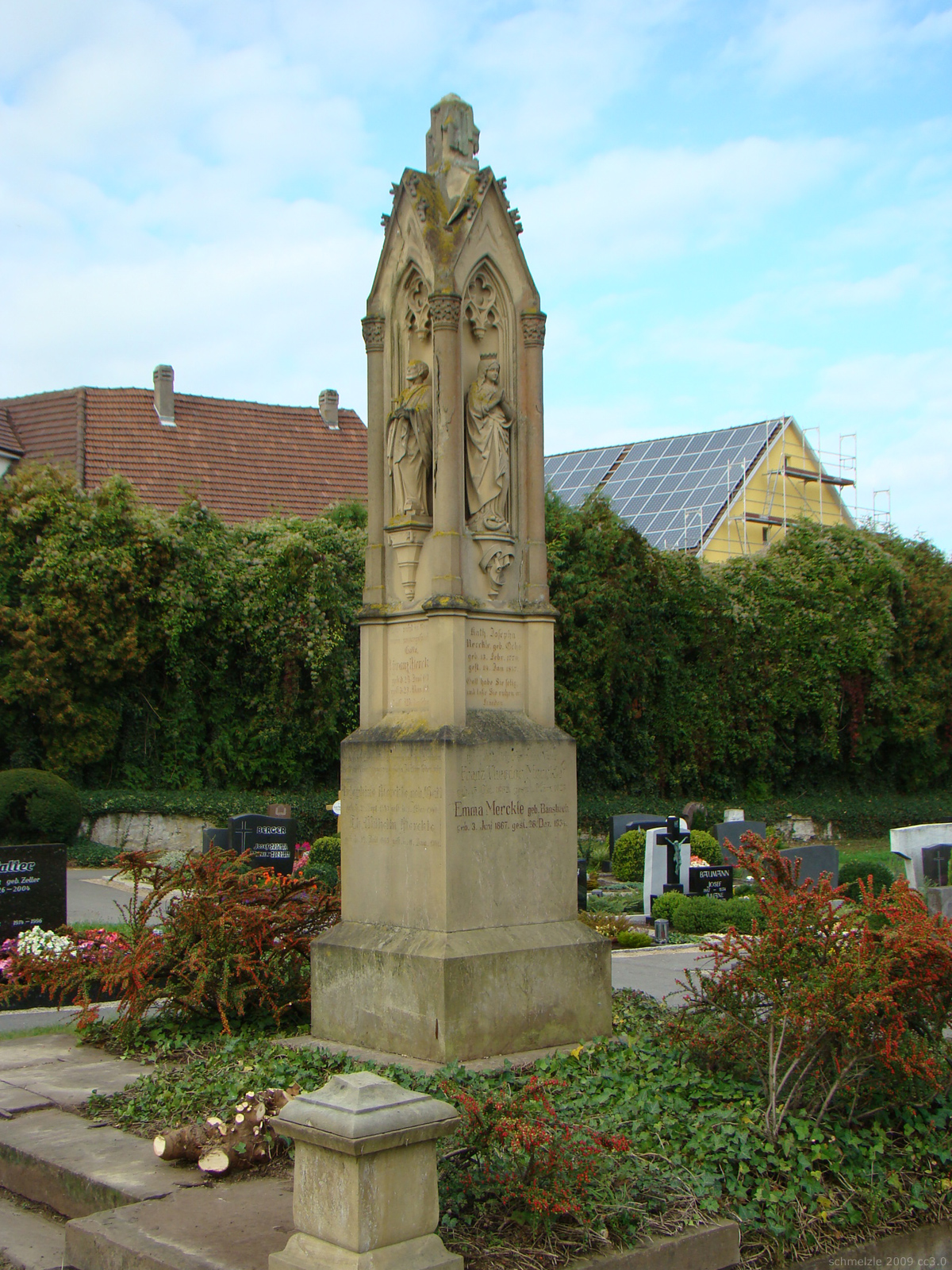
Grabstätte der Familie Merckle

Der Friedhof in Neudenau im Landkreis Heilbronn im nördlichen Baden-Württemberg wurde im späten 18. Jahrhundert angelegt. Beachtenswert sind die historische Wolfgangskapelle sowie die ebenfalls unter Denkmalschutz stehende Grabstätte der Neudenauer Familie Merckle.

## Geschichte
Ursprünglich war der Platz um die alte Pfarrkirche St. Laurentius die Begräbnisstätte in Neudenau. Nach dem Neubau der Pfarrkirche um 1740 und dem Schulhausbau 1780 fehlte es dort an ausreichend Platz. Daher wurde im Spätjahr 1780 die Vollmacht für die Weihe eines neuen Friedhofs erteilt, der bei der unterhalb des Ortes am anderen Ufer der Jagst liegenden Wolfgangskapelle eingerichtet wurde. Ein 26,41 Ar großes Grundstück bei der Kapelle im Besitz der katholischen Kirchengemeinde stellte diese unentgeltlich zur Verfügung, ein angrenzendes Grundstück erwarb die Gemeinde von Stadtrat Stanislaus Diemer.
Der neue Friedhof war bereits kurz nach 1800 wieder zu klein geworden, weswegen die Gemeinde zu seiner Erweiterung weitere angrenzende Grundstücke von Bernhard Andreas Brechter, Marx Grieslich und dem Lammwirt Merckle erwarb. Lammwirt Franz Michael Merckle machte beim Verkauf seines Gartenstücks zur Bedingung, dass ein Teilgrundstück von 8,50 × 8,50 Metern als Familiengrabstätte im Besitz der Familie Merckle bleiben sollte. Der Friedhof mit der Flurstücks-Nummer 613 ist deshalb bis heute in drei Parzellen unterteilt: Auf Nr. 613/I steht die Wolfgangskapelle, die im Besitz der katholischen Kirchengemeinde ist; Nr. 613/II umfasst den Friedhof einschließlich der Wege und gehört der Stadt Neudenau; Nr. 613/III ist die Merckle-Grabstätte im Besitz einer Erbengemeinschaft.

## Grabstätte der Familie Merckle
Die auf eigener Parzelle liegende Merckle-Grabstätte misst 4,50 × 4,50 Meter und ist mit Sandsteinen eingefasst. Platten ebenfalls aus Sandstein bedecken eine Gruft, in der sich zwölf gemauerte Einzelgrüfte mit Namenstafeln vor den Kammern befinden. Die Sandstein-Grabstele, die mit vier Figuren geschmückt ist, reicht unterm Boden bis auf den Grund der Gruft. Die Grabstätte schuf der Neckarsulmer Bildhauer Johann Zartmann. In der denkmalgeschützten Familiengrabstätte wurden in den Jahren 1857 bis 1934 zwölf Erwachsene und drei Kleinkinder beigesetzt. Ein Zinksarg (für Theodor Wilhelm Merckle, † 1901) war für die vorgesehene Kammer zu groß und wurde daher im Quergang deponiert, diese Einzelgruft blieb leer.
Der Neudenauer Zweig der Familie Merckle brachte insbesondere Gastwirte, Stadträte und Posthalter hervor. Franz Michael Merckle (1778–1865) war Lammwirt in Neudenau. Sein Sohn Franz Theodor Merckle I. (1807–1889) folgte ihm als Lammwirt und war daneben Stadtrat und Kreisdeputierter. Dessen Sohn Philipp Karl Merckle (1833–1891) übernahm das Gasthaus Lamm, nachdem der Vater 1859 die erste Postexpedition in Neudenau eröffnet hatte. Philipp Karls Bruder Johann Franz Merckle (1835–1889) war Kaufmann, Stadtrat und von 1888 bis zu seinem frühen Tod Bürgermeister von Neudenau. Philipp Karls Sohn Franz Theodor Merckle II. (1865–1923) war ab 1890 ebenfalls Lammwirt und ab 1901 wie seine Vorgänger ebenfalls Stadtrat. Außer diesen Lammwirten und Stadträten aus insgesamt vier Merckle-Generationen wurden in der Familiengrabstätte die Ehefrauen sowie einige Kinder beigesetzt.

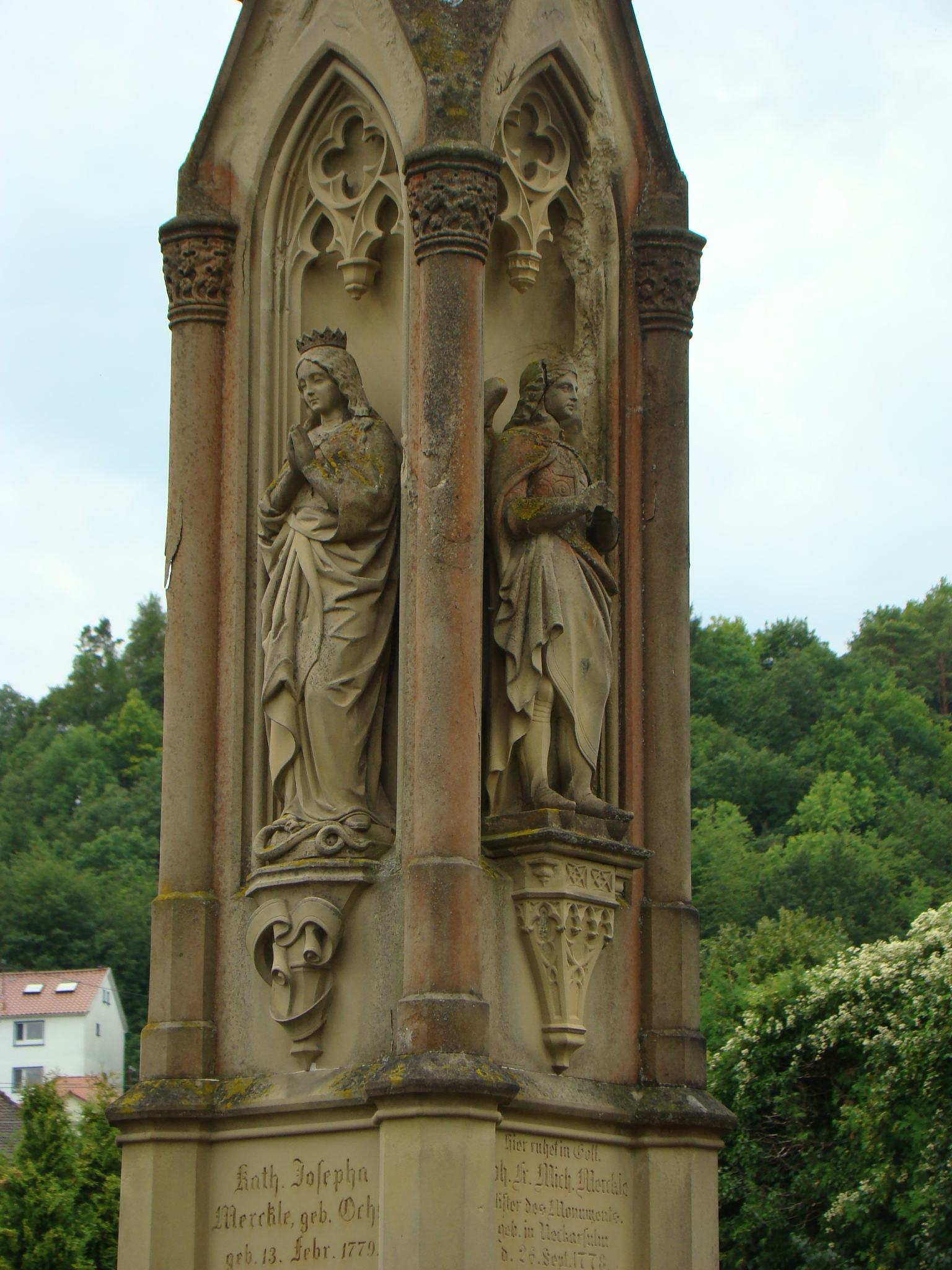
Detail des Grabmals
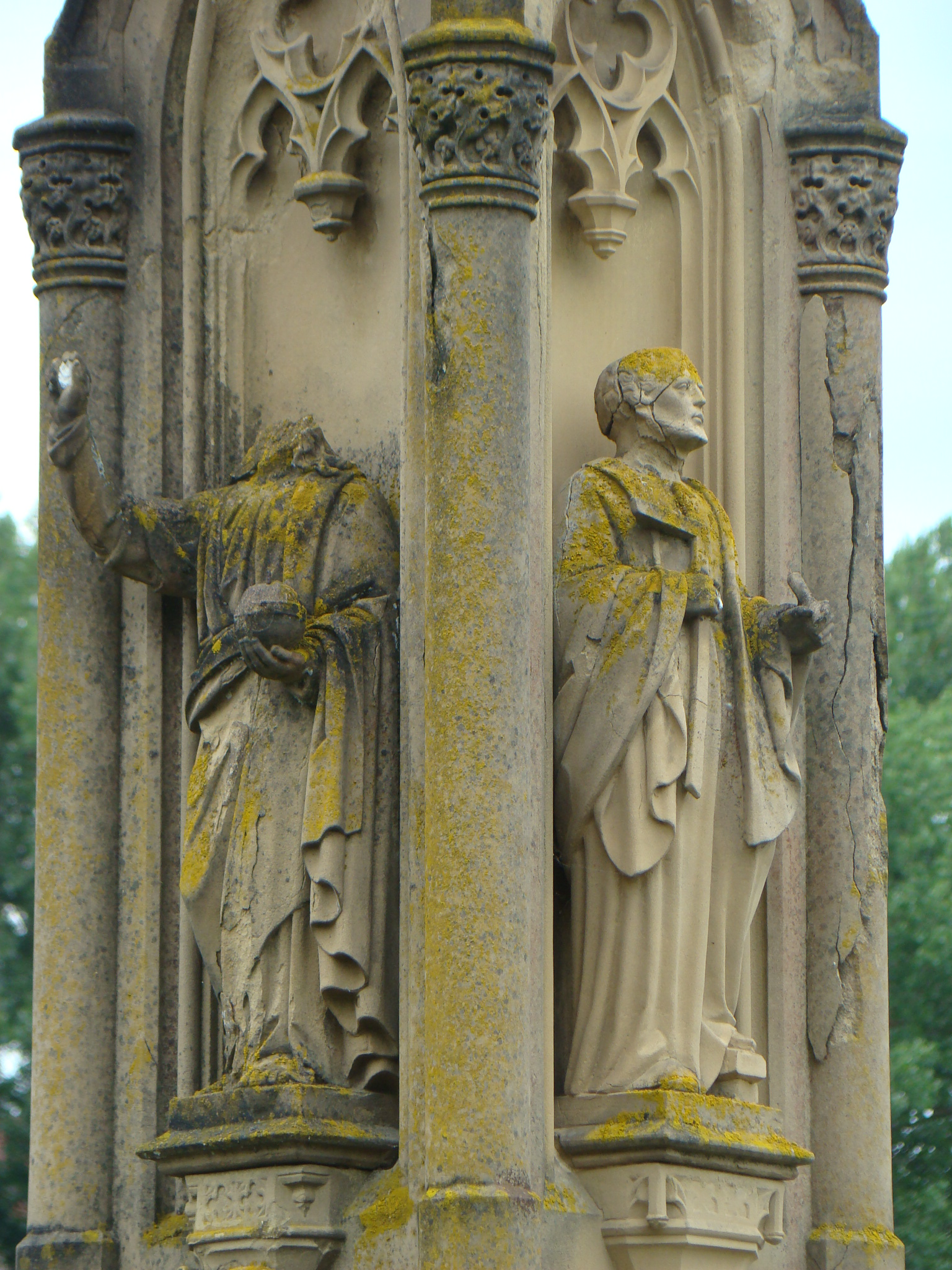
Starke Verwitterung
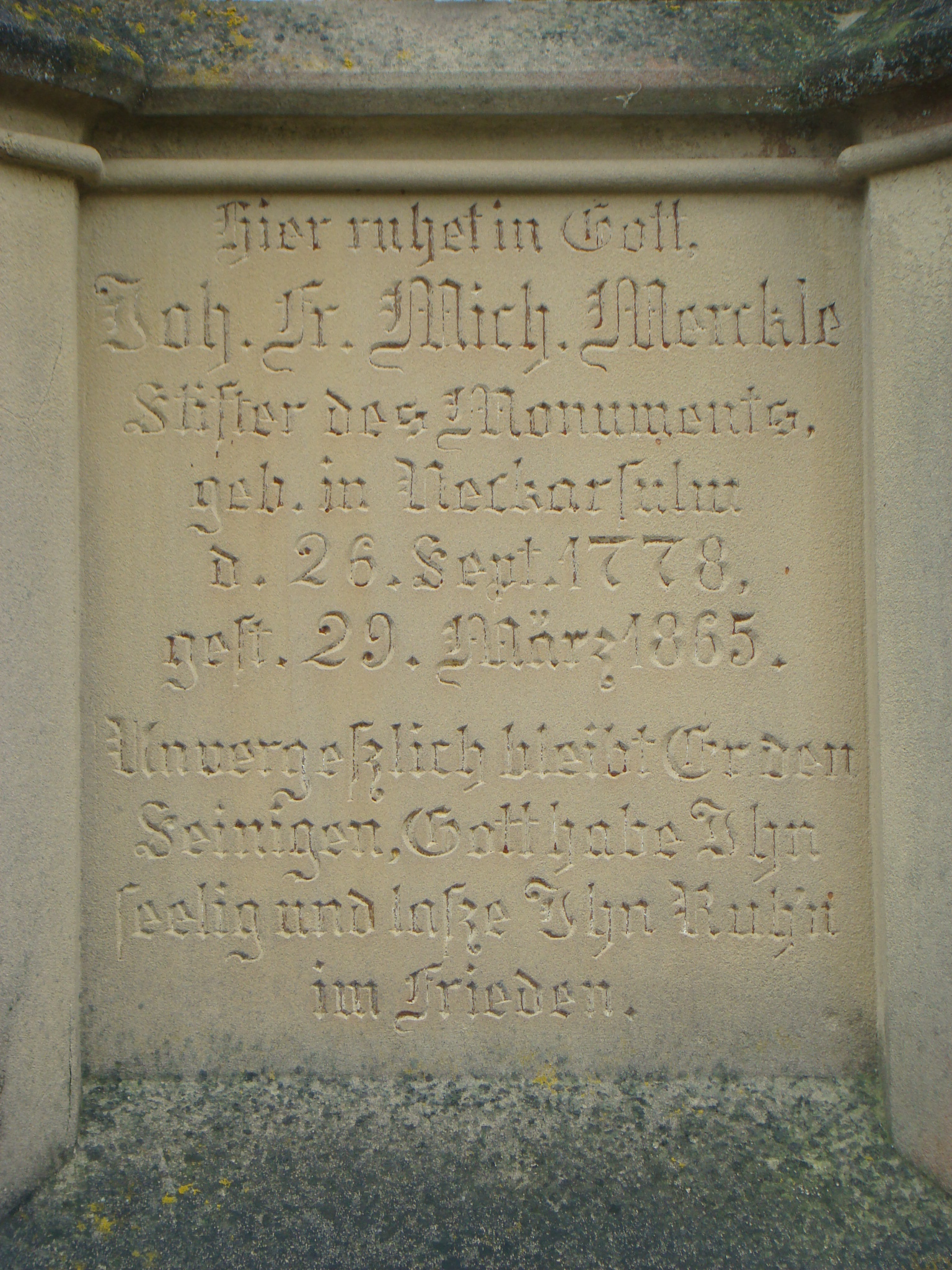
Inschrift für Stifter des Monuments

Außer der Familiengrabstätte gehen auch andere historische Bau- und Kunstwerke in Neudenau auf die Familie Merckle zurück. Franz Michael Merckle stiftete 1864 die Ölberggruppe bei der Pfarrkirche St. Laurentius, Franz Theodor Merckle I. stiftete 1867 das Altarbild für die Pfarrkirche und leistete beträchtliche Spenden zum Bau der Heilig-Kreuz-Kapelle und zur Renovierung der aus dem 16. Jahrhundert stammenden, von der Familie an die Gemeinde übertragenen Kreuzigungsgruppe am Lindenplatz. Franz Theodor Merckle II. errichtete das Postgebäude am Lindenplatz. Johann Franz Merckle zählte zu den Stiftern des Marktbrunnens am Rathaus. Der Bau der fünf historische Gebäude umfassenden Häuserzeile zwischen dem Gasthaus Lamm und dem Anwesen Kirchplatz 2 in den Jahren 1800 bis 1880 geht ebenfalls auf die Familie zurück. Die frühere Scheune der Familie wird heute als Feuerwehrhaus genutzt.